# Gonomyia (Leiponeura) perscabrosa
Gonomyia (Leiponeura) perscabrosa is een tweevleugelige uit de familie steltmuggen (Limoniidae). De soort komt voor in het Afrotropisch gebied.